# 世にも奇妙な物語 秋の特別編 (2018年)
『世にも奇妙な物語 秋の特別編』（よにもきみょうなものがたり あきのとくべつへん）は、2018年11月10日（土）21:00 - 23:10にフジテレビの『土曜プレミアム』で放送された『世にも奇妙な物語』の特別編。

## 脱出不可

### あらすじ
ふと目覚めた志倉は密室に閉じ込められていた。扉には3つの電子ロックがかけられており、目の前のテーブルには4つのモニターと様々な写真が置かれていた。志倉はこの様子を見ているらしい視聴者に脱出への協力を依頼する。

### キャスト
- 志倉真司 - 坂口健太郎
- 結城ミドリ - 梶原ひかり
- 南原さつき - ハマカワフミエ
- 新村可奈 - 山本南伊
- 渋谷孝明 - カンタ（水溜りボンド）

### スタッフ
- 脚本 - 山岡潤平
- 原案 - コヤナギシン
- 演出 - 都築淳一
- 編成企画 - 渡辺恒也、狩野雄太
- プロデュース - 植田泰史、中村亮太

## あしたのあたし

### あらすじ
主婦の香織は夫の拓也との仲も冷め切っており、毎日パートと家事を行う代わり映えのない日々を過ごしていた。ある日、自分のスマホに「あしたのあたし 第1話」という通知が来る。開くとまるで自分が主演のようなドラマの予告編風映像が流れ出した。

### キャスト
- 斉木香織 - 国仲涼子
- 小野寺修二 - 忍成修吾
- 加藤由佳 - 森田涼花
- 斉木拓也 - 渋谷謙人
- 焼きそば屋 - トミー（水溜りボンド）

### スタッフ
- 脚本 - 武井彩
- 原案 - 赤松新
- 編成企画 - 渡辺恒也、狩野雄太
- プロデュース - 植田泰史、中村亮太

## 幽霊社員

### あらすじ
「社史編纂室」という閑職に追いやられ、惰性で会社に勤めている「幽霊社員」の工藤。しかし、お手洗いに行ったときに過労死で亡くなった里山の幽霊に出会う。工藤は里山から成仏のため、自身が担当していた仕事を受け継いでほしいと頼まれる。

### キャスト
- 工藤良治 - 佐野史郎
- 里山秀平 - 勝地涼
- 西野幸三 - 伊藤正之
- 中村弘江 - 猫背椿
- 高宮裕介 - 石田法嗣
- 渡辺綾乃 - 糸原美波（劇団4ドル50セント）
- 神主 - 賀集利樹
- 工藤美和 - 宮田早苗
- 工藤花蓮 - 其原有沙

### スタッフ
- 脚本 - 赤松新
- 演出 - 星護
- 編成企画 - 渡辺恒也、狩野雄太
- プロデュース - 植田泰史、中村亮太

## クリスマスの怪物

### あらすじ
IT社長の緒方と婚約が決まった奈央。クリスマスイブの日にディナーを楽しもうとするが、唯一の気がかりは毎年クリスマスイブになると現れる「クリスマスの怪物」。「ある出来事」をきっかけに現れるようになったが、またしてもその怪物が目の前に現れる。

### キャスト
- 小野寺奈央 - 川栄李奈
- 緒方良輔 - 本郷奏多
- 柴田美晴 - 岡崎紗絵
- 三塚秀美 - 小野花梨
- 中年男性 - やべけんじ
- 金澤優子 - 金澤美穂
- 宮田晃 - 久保田秀敏
- 秀美の母親 - 中村真知子

### スタッフ
- 原作 - 朱川湊人『薄氷の日』
- 脚本 - 和田清人
- 演出 - 岩田和行
- 編成企画 - 渡辺恒也、狩野雄太
- プロデュース - 植田泰史、中村亮太

## マスマティックな夕暮れ

### あらすじ
凛子はある日の下校途中にヤンキー4人組に絡まれるが、その理由は不慮の事故で亡くなった先輩を黒魔術で蘇らせるために「同心円の書き方」を教えて欲しいというものだった。凛子は数学の問題じみた黒魔術書をヤンキー達と共に勉強しつつ解読していく。

### キャスト
- 凛子 - 玉城ティナ
- 文哉 - ジェシー（SixTONES）
- 一成 - 田中樹（SixTONES）
- 大知 - 松村北斗（SixTONES）
- 宗徳 - 髙地優吾（SixTONES）
- 隆 - やべきょうすけ
- 清正 - 龍坐
- 佐伯先生 - 松林慎司
- 郁子 - 山村紅葉

### スタッフ
- 原作 - 諏訪雅『マスマティックな夕暮れ』
- 脚本 - 上田誠
- 演出 - 紙谷楓
- 編成企画 - 渡辺恒也、狩野雄太
- プロデュース - 植田泰史、中村亮太